# Hamburg Dockers
Hamburg Dockers, vollständig Hamburg Dockers Australian Football Club e. V. (HHAFC), ist ein Australian-Rules-Football-Club aus Hamburg.

## Geschichte
Gegründet wurde der Club 2003 von Fabian Cordts, Marc-Stuart Fairweather, Fritz Mehler und Max Linek. Seit 2011 sind die Hamburg Dockers ein eingetragener, gemeinnütziger Verein und tragen ihre Saisonspiele im Hamburger Stadtpark aus. Seit Beginn des Ligabetriebs der Australian Football League Germany (AFLG) im Jahre 2003 nehmen die Hamburg Dockers am offiziellen Spielbetrieb teil. Bereits 2003 erzielten sie in der AFLG 16’s-Liga den dritten Platz bei der Deutschen Meisterschaft. Bis zum Erhalt der offiziellen Trikots spielten die Hamburg Dockers fast zwei Jahre lang in den Trikots der West Coast Eagles. Im Jahre 2005 wurden die Hamburg Dockers offizieller Partnerclub der Fremantle Dockers, Western Australia, die wie auch die West Coast Eagles im Subiaco Oval spielen. Die Fremantle Dockers unterstützen die Mannschaft aus Hamburg mit Trikots, Bällen und Trainings-Equipment. Auch das Design der Trikots ist an die der Fremantle Dockers angelehnt.
Auch in den Jahren 2007, 2008 und 2009 erreichten die Hamburg Dockers bei der Deutschen Meisterschaft in der AFLG 16’s-Liga den dritten Platz. Im Jahr 2010 mussten die Hamburg Dockers ihre Mannschaft aus dem offiziellen Spielbetrieb zurückziehen und aufgrund Spielermangels für ein Jahr pausieren. In diesem Jahr nahm die Mannschaft ausschließlich an Freundschaftsspielen teil. Mittlerweile war es verpflichtend, im Spielbetrieb der AFLG mit mindestens 12 Spielern anzutreten. Die reguläre Spielerzahl auf dem Feld betrug bereits 16 Spieler und vier Auswechselspieler, die im „fliegenden Wechsel“ eingewechselt werden können. Das Ende der Saison 2011 markierte einen Wendepunkt in der bisherigen Entwicklung des Vereins mit zunehmender Professionalisierung, einem starken Anstieg von Vereinsmitgliedern und Spielern. Die Hamburg Dockers gewannen nicht nur die letzten beiden Spiele der Saison 2011, sondern starteten auch mit zwei Siegen in die Saison 2012.
Im Juni 2012 wurde mit den Unley Mercedes Jets aus Adelaide in South Australia ein weiteres Partnerschaftsabkommen unterzeichnet. Im weiteren Verlauf der Saison 2012 konnte die Mehrzahl der Spiele gewonnen werden, doch kam es zu zwei sehr knappen Niederlagen, bei denen die Mannschaft mit jeweils zwei Punkten verlor; im Auswärtsspiel gegen die Stuttgart Emus sowie im Auswärtsspiel gegen die Rheinland Lions in Köln. Trotz eines erneuten Aufbäumens, der einen Auswärtssieg in München gegen die Munich Kangaroos, dem einzigen bis dato zuhause noch ungeschlagenen Team zur Folge hatte, konnte das Grand Final nicht erreicht werden – es wurde aufgrund von Punktgleichheit zwischen München und Hamburg durch das Torverhältnis zugunsten von München entschieden.
2013 wurden die Hamburg Dockers dann zum ersten Mal Deutscher Meister in der AFLG 16’s-Liga. 2014 erreichten sie zum fünften Mal den dritten Platz und 2015 wurden sie zum zweiten Mal Deutscher Meister. In der Saison 2016 trat der Club nicht in der AFLG 16’s-Liga an.

### Internationale Spiele
Neben den Partnervereinen pflegen die Hamburg Dockers auch engen Kontakt zu anderen Australian Football Mannschaften außerhalb Deutschland. So kam es 2005 zu einem Freundschaftsspiel gegen die Besatzung der Fregatte HMAS Anzac der Royal Australian Navy im Jahr 2005, als diese im Hamburger Hafen anlegte. Das Ereignis fand nicht nur im australischen Verteidigungsministerium, sondern auch in internationaler Sport-Presse Beachtung. Zu Beginn des Jahres 2012 wurde als Vorbereitungsspiel auf die Saison ein Freundschaftsspiel gegen die North Copenhagen Barracudas in die Wege geleitet, welches die Hamburg Dockers im heimischen Stadtpark knapp gewinnen konnten. Am Ende der Saison 2012 wurde ein Freundschaftsspiel gegen die Manchester Mosquitoes ausgetragen, das die Hamburg Dockers knapp verloren.

### Weitere Mannschaften
Mittlerweile gibt es Hamburg weitere Australian-Football-Mannschaften, die Hamburg Dockers Swans (auch Alster Swans – HHAlS) und die Hamburg Dockers Pirates (auch St. Pauli Pirates – HHStP), die seit 2013 in der sogenannten Hamburg League gegeneinander Spiele austragen und bei Deutschen Meisterschaften für die Hamburg Dockers in der AFLG 9’s-Liga antreten. Die St. Pauli Pirates erzielten dabei bereits einmal den zweiten Platz.

## Meisterschaftserfolge
| Jahr | Wettbewerb Herren          | Wettbewerb Damen           |
| ---- | -------------------------- | -------------------------- |
| 2005 | AFLG 16’s-Liga             | -                          |
| 2007 | AFLG 16’s-Liga             | -                          |
| 2008 | AFLG 16’s-Liga             | -                          |
| 2009 | AFLG 16’s-Liga             | -                          |
| 2013 | AFLG 16’s-Liga             | -                          |
| 2014 | AFLG 16’s-Liga             | -                          |
| 2015 | AFLG 16’s-Liga             | -                          |
| 2015 | AFLG 9’s-Liga              | -                          |
| 2016 | AFLG 9’s-Liga              | -                          |
| 2017 | AFLG 16’s-Liga             | -                          |
| 2018 | AFLG 16’s-Liga             | Testspiele                 |
| 2019 | AFLG 16’s-Liga             | AFLGW                      |
| 2020 | Covid-19 kein Spielbetrieb | Covid-19 kein Spielbetrieb |
| 2021 | AFLG 16’s-Liga             | AFLGW                      |
| 2022 | AFLG 16’s-Liga             | AFLGW                      |
| 2023 | AFLG 16’s-Liga             | AFLGW                      |

__________

1. ↑  2015: Hamburg Dockers Pirates
2. ↑  2016: Beginnend mit dem Halbfinale spielten die ursprünglich getrennt angetretenen Pirates und Swans geschlossen als Hamburg Dockers.

## Clublied
| Englische Original | Deutsche Übersetzung |
| --- | -------------------- |
| Dockers know how to play And they know how to fight To my hooday, to my hooday. We're the boys wearing the purple and white To my hooday, hooday, ho, ho, ho, ho. Go Dockers. Go! We get back, when we're low. The Championship we win totally For the girls and for the glory! |                      |